# Yi Dexin
Yi Dexin (chiń. 伊德新; ur. 3 grudnia 1960) – chiński judoka. Olimpijczyk z Los Angeles, gdzie zajął trzynaste miejsce w kategorii 71 kg.

## Letnie Igrzyska Olimpijskie 1984
| Konkurencja | Walki                | Walki                   | Klas. końcowa |
| Konkurencja | 1/16                 | 1/8                     | Miejsce       |
| ----------- | -------------------- | ----------------------- | ------------- |
| waga lekka  | Tan Chin Kee (HNG) W | Glenn Beauchamp (CAN) P | XIII          |